# Peter J. Devlin (Tontechniker)
Peter J. Devlin (* in Belfast) ist ein nordirisch-amerikanischer Tontechniker. Er war bereits fünfmal für den Oscar in der Kategorie „Bester Ton“ nominiert, davon dreimal gemeinsam mit Greg P. Russell, zweimal mit Kevin O’Connell.

## Leben
Devlin arbeitet seit 1988 in Film und Fernsehen, er war seither an der Tonmischung von mehr als 70 Produktionen beteiligt. Häufig arbeitet er an Actionfilmen von Michael Bay. Er lebt in Nordirland und arbeitet in Los Angeles.

## Auszeichnungen
Oscar
- 2002: Nominierung – Bester Ton für Pearl Harbor, gemeinsam mit Greg P. Russell und Kevin O’Connell.[4]
- 2008: Nominierung – Bester Ton für Transformers, gemeinsam mit Greg P. Russell und Kevin O’Connell.[5]
- 2010: Nominierung – Bester Ton für Star Trek, gemeinsam mit Anna Behlmer und Andy Nelson.[6]
- 2012: Nominierung – Bester Ton für Transformers 3, gemeinsam mit Greg P. Russell, Gary Summers und Jeffrey J. Haboush.[7]
- 2019: Nominierung – Bester Ton für Black Panther, gemeinsam mit Steve Boeddeker und Brandon Proctor.

British Academy Film Award
- 2010: Nominierung – Bester Ton für Star Trek, gemeinsam mit Andy Nelson, Anna Behlmer, Mark Stoeckinger und Ben Burtt.

Satellite Awards
- 2014: Nominierung – Bester Tonschnitt für Transformers: Ära des Untergangs

Cinema Society Awards
- 2000: Nominierung für An jedem verdammten Sonntag
- 2002: Nominierung für Pearl Harbor
- 2008: Nominierung für Transformers
- 2010: Nominierung für Star Trek

## Filmografie (Auswahl)
- 1995: Bad Boys – Harte Jungs
- 1995: Fair Game
- 1997: Fools Rush In – Herz über Kopf
- 1998: Wild Things
- 1999: Instinkt
- 1999: An jedem verdammten Sonntag – als Peter Devlin
- 2000: Nur noch 60 Sekunden
- 2001: Pearl Harbor
- 2002: Bad Company – Die Welt ist in guten Händen
- 2003: Bad Boys II
- 2004: King Arthur
- 2005: Die Insel
- 2006: Southland Tales
- 2006: The Fast and the Furious: Tokyo Drift
- 2007: Transformers
- 2007: Das Vermächtnis des geheimen Buches
- 2008: Frost/Nixon
- 2009: Star Trek
- 2009: Illuminati
- 2011: Thor
- 2011: Transformers 3
- 2013: Iron Man 3 – als Peter Devlin
- 2013: Star Trek Into Darkness
- 2014: Transformers: Ära des Untergangs
- 2015: Die Bestimmung – Insurgent
- 2017: Kong: Skull Island
- 2018: Black Panther
- 2020: Star Trek: Picard (Fernsehserie, 10 Folgen)
- 2022: Bullet Train
- 2022: Black Panther: Wakanda Forever